# Бульвар Тадея Рильського
Бульва́р Таде́я Ри́льського — бульвар у Голосіївському районі міста Києва, житловий масив Теремки-3. Пролягає від вулиці Родини Кістяківських до Кільцевої дороги.
Прилучається вулиця Соломії Павличко.

## Історія
Прокладено в 2010-х роках під час побудови ЖК Respublika під проєктною назвою Вулиця Проєктна 13107. Назва — з 2019 року, на честь українського громадського і культурного діяча Тадея Рильського. 

## Будівлі
- ЖК Respublika (№ 1, 3, 4, 5)